# Onze-Lieve-Vrouw-van-Bijstandkapel (Bilzen)
De Onze-Lieve-Vrouw-van-Bijstandkapel (voorheen: Kapel buiten de Nutspoort) is een betreedbare kapel aan de Hasseltsestraat te Bilzen.

## Geschiedenis
Reeds in 1575 werd op deze plaats melding gemaakt van een kapel, gewijd aan Onze-Lieve-Vrouw van Smarten. Deze kapel werd echter in 1797 door de Fransen verwoest tijdens gevechtshandelingen. In 1803 werd de kapel hersteld en er werd een Mariabeeld in geplaatst dat afkomstig was uit de kapel van het opgeheven klooster Onze-Lieve-Vrouw ter Engelen.
In 1843 werd de kapel geheel herbouwd als een bakstenen gebouwtje onder zadeldak, waarvan de voorgevel voorzien is van een dakruiter en een portaal.
De kapel is ingebouwd in de muur van de begraafplaats van Bilzen. Het portaal is voorzien van een chronogram, luidende:
IMPIE DESTRUCTA CURA VERI/PASTORIS BOLLEN/EXURGO
Pastoor Bollen was de initiatiefnemer van de herbouw. Het chronogram levert het jaartal 1843 op.